# Manlio Rossi-Doria
Manlio Rossi-Doria (Roma, 25 maggio 1905 – Roma, 5 giugno 1988) è stato un economista e politico italiano.

## Biografia
Tra il 1919 e il 1920 nacquero i rapporti di amicizia con Emilio Sereni (compagno di classe al Liceo Terenzio Mamiani di Roma), Giorgio Amendola e Umberto Zanotti Bianco, rinsaldati negli anni successivi dalla comune posizione politica antifascista. L'arresto di Carlo Rosselli nel 1927 spinse Rossi-Doria ad iscriversi insieme ad Amendola al Partito Comunista d'Italia, allora clandestino.
Laureato nel 1928 alla Facoltà di Agraria di Portici, lavorò per due anni con Zanotti Bianco a ricerche sull'economia agraria di Africo, comune della provincia di Reggio Calabria.
Il 15 settembre 1930 Rossi-Doria fu arrestato dalla polizia. Il giorno dopo subì la stessa sorte Emilio Sereni. Al processo i due furono condannati a quindici anni di carcere. Dal penitenziario di Regina Coeli Rossi-Doria fu trasferito a San Gimignano dove conobbe Umberto Terracini. In seguito a due amnistie fu scarcerato nel 1935, ma prima sottoposto a vigilanza speciale, poi, nel 1940, con l'entrata in guerra dell'Italia, fu inviato al confino in un paese della Basilicata - San Fele e Melfi - benché non militasse più nel PCd'I, dal quale era stato espulso nel 1939. Rientrato dal confino dopo la caduta del fascismo il 25 luglio 1943, Rossi-Doria si legò alla cerchia che ruotava attorno alla casa editrice Einaudi e in particolare a Leone Ginzburg, con il quale collaborò alla redazione di Italia Libera. 
Nel novembre del 1943 fu arrestato nella tipografia dove si stampava il giornale. Rinchiuso nuovamente a Regina Coeli, riuscì ad evadere pochi mesi dopo e a riprendere la lotta clandestina nelle file del Partito d'Azione sino alla liberazione di Roma.
Nel 1944 fu incaricato per l'insegnamento di Economia e politica agraria alla Facoltà di Agraria di Portici Nel 1959 fondò il Centro di Specializzazione e Ricerche Economico-agrarie per il Mezzogiorno e diventò uno dei principali sostenitori della riforma agraria in Calabria. 
Nel 1966 si iscrisse al PSI, con cui fu eletto senatore nel 1968 e 1972. Nel 1981 assunse la presidenza dell'Associazione nazionale per gli interessi del Mezzogiorno d'Italia.
La sua vasta produzione scientifica e politica, conservata presso l'Associazione per studi e ricerche Manlio Rossi-Doria, associazione costituita nel 1996 a Roma presso la Facoltà di Economia "Federico Caffè" dell'Università degli Studi Roma Tre, è in corso di pubblicazione nell'ambito dell'edizione nazionale delle sue opere da parte della casa editrice L'ancora del mediterraneo di Napoli. 
Rossi-Doria condusse una battaglia politica contro la Federconsorzi. 
Era padre di Marco Rossi-Doria, sottosegretario all'istruzione del Governo Monti e della storica Anna Rossi-Doria

## Principali volumi pubblicati
- La polpa e l'osso. Agricoltura risorse naturali e ambiente, L'Ancora del Mediterraneo, Napoli, 2005 (riedizione).
- Dieci anni di politica agraria nel Mezzogiorno, L'Ancora del Mediterraneo, Napoli, 2004 (riedizione).
- Rapporto sulla Federconsorzi, L'Ancora del Mediterraneo, Napoli, 2004 (riedizione).
- Riforma agraria e azione meridionalista, L'Ancora del Mediterraneo, Napoli, 2003 (riedizione).
- Scritti sul Mezzogiorno, L'Ancora del Mediterraneo, Napoli, 2003 (riedizione).
- La terra dell'osso, Mephite, 2003.
- Scritti sulla Basilicata, Calice, Rionero (PZ), 1996.
- La gioia tranquilla del ricordo. Memorie 1905-1934, il Mulino, Bologna, 1991.
- Cinquant'anni di bonifica, Laterza, Bari, 1989.
- Scritti sul Mezzogiorno, Einaudi, Torino, 1982 (ed. originale).